# Status Animarum

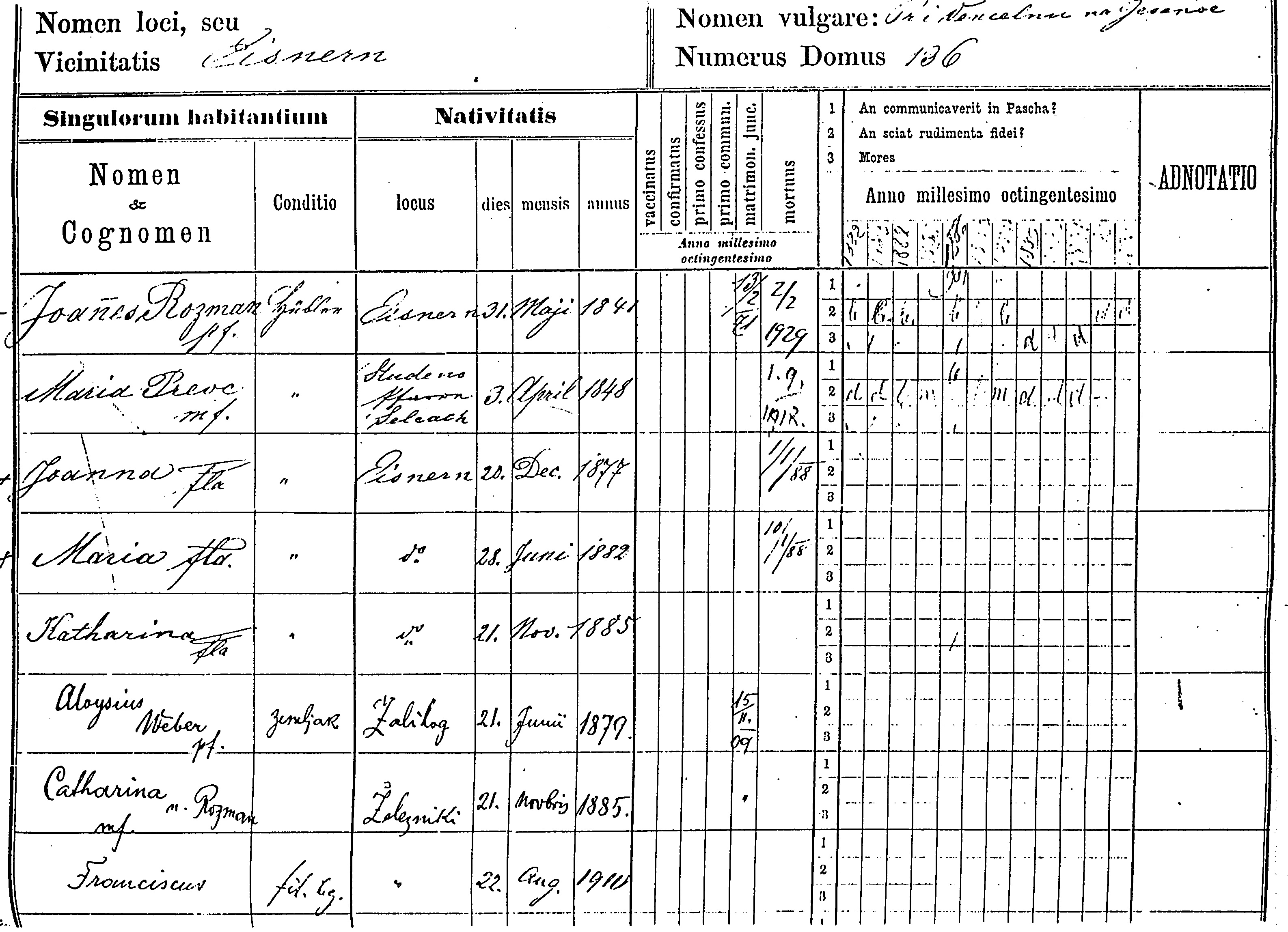
Status Animarum della parrocchia di Železniki per il periodo 1882-1892

Gli Status Animarum (stati delle anime) erano dei registri che, in seguito al Rituale Romanum del 1614 i parroci erano tenuti a compilare regolarmente: in essi erano registrati dati anagrafici e religiosi dei parrocchiani, nonché le professioni svolte e le proprietà, questi ultimi dati erano utili ai fini della determinazione della decima (decima parte della ricchezza) da versare alla parrocchia; pertanto gli stati animarum possono essere considerati una sorta di censimento organizzato della popolazione. Il Concilio di Trento aveva imposto l'obbligo della compilazione dei registri dei battesimi e di quelli dei matrimoni.

## Tenuta e conservazione
Gli stati delle anime venivano redatti dai parroci di solito in occasione delle benedizioni pasquali: essi pertanto registravano i parrocchiani per nuclei familiari secondo l'itinerario delle visite. Generalmente di ciascun parrocchiano sono riportati nome e cognome, età e la condizione rispetto ai sacramenti della confessione, comunione e cresima (questi venivano indicati mediante apposizione di segno grafico "+" o abbreviazione - C. oppure Conf., Com., Ch.).
Si conservano spesso negli archivi parrocchiali di pertinenza, quando esistenti, tra i libri parrocchiali (libri dei battezzati, libri dei matrimoni, libri dei defunti ecc.); nei casi di parrocchie soppresse o accorpate, la loro conservazione è affidata agli archivi diocesani.

## Valore storico e documentario
Talvolta sono scarni elenchi di nomi e di numeri; ma quando sono particolarmente accurati, gli stati delle anime riportano altre annotazioni importanti: i nomi delle vie e delle contrade, la proprietà dell'abitazione (propria o in affitto), la condizione lavorativa del capofamiglia, la presenza di domestici e servitù ecc. Sono quindi una fonte importantissima per gli studi demografici, sociali, toponomastici e per le ricerche genealogiche. Da un punto di vista genealogico, lo Status Animarum si rivela una fonte essenziale per individuare anche eventuali collaterali, ovvero i vari figli di un unico capofamiglia, il quale veniva quasi sempre nominato per primo. Generalmente le ricerche genealogiche su famiglie non nobiliari si devono limitare ai più antichi Status Animarum disponibili, ricerche che raggiungano date ancora più antiche possono essere compiute consultando i documenti di una partecipanza agraria per le poche famiglie che ne facciano parte.

## Esempio diStatus Animarum
Casa n°... propria /a pigione /d'affitto /ad enfiteusi.
Nome del capofamiglia, eventuale provenienza da un'altra località, professione, età (generalmente espressa dalla formula "d'anni...").
Nome della moglie ed eventuale provenienza da un'altra località, età.
Nomi dei figli, posti in ordine dal primo all'ultimogenito, con relative età.
Annotazione del numero totale dei componenti della famiglia, posto solitamente sotto la colonna delle età degli stessi (formula frequente: "tot.=...").